# تپه (ب) ماراب
تپه (ب) ماراب مربوط به هزاره دوم و اول قبل از میلاد است و در شهرستان کامیاران، بخش مرکزی، روستای ماراب واقع شده و این اثر در تاریخ ۱۰ دی ۱۳۸۱ با شمارهٔ ثبت ۶۹۰۱ به‌عنوان یکی از آثار ملی ایران به ثبت رسیده است.